# Opera Max
Opera Max — безкоштовний мобільний додаток від компанії Opera, що дає змогу заощаджувати трафік всіх програм, встановлених на смартфоні користувача.

## Про програму
Програма створена розробником із компанії Opera Software. Ідея додатка прийшла йому, коли він їхав в поїзді, де була погана швидкість мобільного інтернету. Тоді він вирішив створити додаток, що дозволить прискорити швидкість мобільного інтернету для всіх мобільних додатків, не тільки Opera Mini. Як повідомляє компанія на сайті додатка, програма може зробити з 10-мегабайтного відео 3-мегабайтне.
Скоріше за все для такого ущільнення використовуються проксі-сервери цієї ж компанії, які вона активно використовує для своїх браузерів Opera Mini i Opera Mobile.

## Особливості
- Є підтримка української мови
- Збирання статистики трафіку, а також про інформацію, яку збирали програми.
- Opera Max не чіпає дані, які проходять через безпечне з'єднання.
- Якщо ви використовуєте безкоштовне інтернет-з'єдання (наприклад, безкоштовні точки Wi-Fi), ви можете в декілька кліків вимкнути програму.